# TRAPPIST-1 b
TRAPPIST-1 b — экзопланета у звезды TRAPPIST-1 в созвездии Водолея, имеющая размер, близкий к размеру Земли. Ближайшая к звезде из семи планет в системе. Открыта 2 мая 2016 года с помощью телескопа TRAPPIST вместе с планетами TRAPPIST-1 c и TRAPPIST-1 d. Параметры были уточнены на пресс-конференции НАСА 22 февраля, на которой также сообщили об обнаружении планет e, f, g и h, а также после публикации данных, собранных телескопом «Кеплер».

## Характеристики

### Родительская звезда
Планета обращается вокруг ультрахолодной карликовой звезды TRAPPIST-1 спектрального класса M. Звезда имеет массу 0,08 M⊙ и радиус 0,11 R⊙. Температура поверхности равна 2559 ± 50 K (примерно 2290 °C). Возраст звезды 7,6 ± 2,2 млрд. лет. Для сравнения, температура поверхности Солнца составляет 5778 K и его возраст около 4,6 миллиарда лет. TRAPPIST-1 имеет близкую к солнечной металличность: [Fe/H] = 0,04 ± 0,08 (или от 91 % до 132 % солнечной металличности), а светимость всего 0,052 % от солнечной светимости. Из-за малой светимости видимая звёздная величина TRAPPIST-1 составляет 18,8m, то есть звезду нельзя увидеть ни невооружённым глазом, ни в средний любительский телескоп.
| Земля | TRAPPIST-1 b    |
| ----- | --------------- |
| Земля | {{{exoplanet}}} |

### Физические характеристики
TRAPPIST-1 b имеет размеры, близкие к земным — её радиус составляет 1,086 R⊕. Однако масса значительно меньше — всего 0,79 M🜨. По этим данным была вычислена средняя плотность, оказавшаяся равной примерно 3,4 г/см3. Такое низкое значение с большой вероятностью говорит о значительном содержании воды и/или других лёгких веществ в составе планеты. Предполагаемая температура поверхности без учёта парникового эффекта атмосферы равна +127 °C. Масса и плотность были известны с большими погрешностями до публикации данных, сделанных телескопом «Кеплер».
В 2022 году телескоп Джеймс Уэбб дважды исследовал планету, по результатам которых ученые пришли к выводу, что TRAPPIST-1b полностью лишена атмосферы и потеряла её в результате сильного воздействия коротковолнового излучения от своей звезды. Вывод был сделан на основе излучения самой планеты и метода трансмиссионной спектроскопии.

### Параметры орбиты
Все планеты системы TRAPPIST-1 имеют орбиту, очень близкую к круговой. TRAPPIST-1 b совершает оборот вокруг звезды примерно за полтора дня, а радиус орбиты почти в 100 раз меньше земного.